# Ubald Steiner
Ubald Steiner (* 29. Mai 1882 in Troppau, Österreichisch Schlesien; † 22. November 1946) war ein österreichischer Politiker und Propst. Steiner war von 1934 bis 1938 Abgeordneter zum Landtag von Niederösterreich.
Nachdem Steiner 1905 seine Weihe als Priester empfangen hatte, war er in Hafnerbach, Anzbach und Stein an der Donau seelsorglich tätig. 1909 trat er in das Stift Herzogenburg ein, wo er 1911 Stiftskurat und 1912 Novizenmeister wurde. 1914 bis 1915 diente er als Feldkurat, 1927 wurde er zum Propst des Stiftes gewählt.
Während der Zeit des Austrofaschismus vertrat er die „gesetzlich anerkannten Kirchen- und Religionsgesellschaften“ zwischen dem 22. November 1934 und dem 12. März 1938 im Niederösterreichischen Landtag. Für die Frontmiliz war er Milizvikar.